# Hersey (Michigan)
Hersey è un villaggio degli Stati Uniti d'America, situato nello Stato del Michigan, nella contea di Osceola.